# Ifriquía

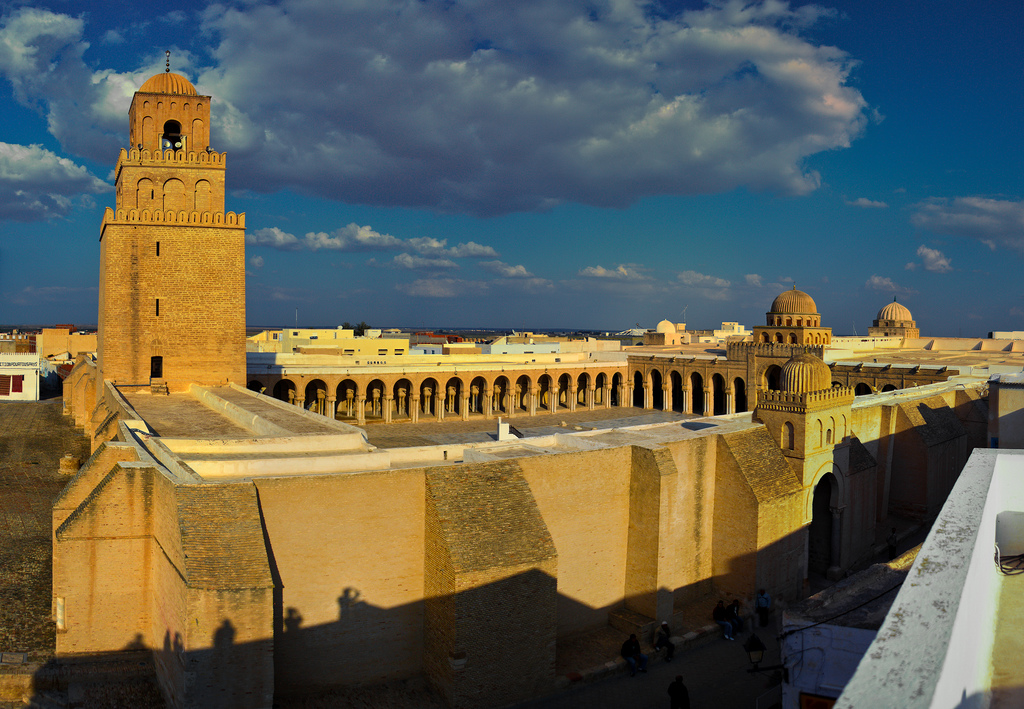
Gran Mezquita de Cairuán, primera de las erigidas en la capital de Ifriquía. Cairuán, Túnez.

Ifriquía (en árabe: إفريقية‎, Ifriqiya, pronunciado /ifri'qij:a/; en tifinag ⵉⴼⵔⵉⵇⵢⴰ), en algunas fuentes el-Maghreb el-Adna (en árabe: المغرب الأدنى‎) es, en historia del islam medieval, un territorio del norte de África que corresponde aproximadamente al actual Túnez, excluyendo las partes más desérticas, la región de Constantina del noreste de Argelia y la Tripolitania (actual Libia). Su capital fue Cairuán (Túnez).

## El nombre
Ifriquía es una arabización del nombre latino África, con el que se designaba en el Imperio romano a esa misma zona, y que tiene una etimología discutida. En lengua árabe actual, Ifriquía designa a todo el continente africano.

## Historia
Después de la dominación cartaginesa, romana y vándala, los bizantinos se apoderaron de Ifriquía. Posteriormente, fue conquistada por los árabes haciendo frente a grandes resistencias, y tendió siempre a la autonomía administrativa o a la independencia. Los omeyas tomaron el territorio después de ganar la guerra contra Kusaila y la reina Kahina. El califa omeya Al-Walid I nombraría gobernador de esta provincia a Musa ibn Nusair, que posteriormente participaría en la invasión musulmana de la península ibérica, enviando una primera expedición a Hispania en el 711, al mando del bereber Táriq ibn Ziyad. 
A partir de 750, la dinastía de los abasíes sucede a la de los omeyas, y en el 800, surge la dinastía de los Aglabíes, que establece en Ifriquía un emirato, nominalmente dependiente del califato abbasí, a partir del nombramiento del árabe Ibrahim I ibn Aglab al-Tamimi como gobernador o valí de Cairuán. Son sustituidos a finales del siglo IX por grupos ismailíes, una rama heterodoxa del islam chií que se hace fuerte en la zona y que proclamará en ella el Califato fatimí. Los fatimíes se extienden posteriormente hacia Egipto, que se convertirá en el centro del califato debido a que desde mediados del siglo X, las revueltas bereberes hostigan sin cesar al poder fatimí en Ifriquía. Los fatimíes confían el gobierno de Ifriquía a una dinastía bereber, la de los Ziríes, que en 1046 rompen con los fatimíes y reconocen como soberano al califa abasí de Bagdad. Los fatimíes reaccionan empujando a las tribus beduinas de los hilalíes a atacar y conquistar la región. Ifriquía se somete de este modo nuevamente al poder fatimí, hasta su caída en 1171. A partir de 1230, la zona está bajo control de la dinastía háfsida y en 1574 es conquistada por los otomanos.